# Delta Doradus
Désignations
Delta Doradus (latinisé de δ Doradus et abrégé en δ Dor) est une étoile de la constellation australe de la Dorade. Sur la base d'un décalage annuel de parallaxe de 21,80 mas telle que mesurée par le satellite Hipparcos, elle est située à environ ∼ 150 a.l. (∼ 46 pc) du Soleil. L'étoile est visible à l'œil nu avec une magnitude apparente de +4,34.

## Caractéristiques
Delta Doradus est une étoile blanche de la séquence principale de type spectral A7 V. Elle tourne rapidement sur elle-même avec une vitesse de rotation projetée de 172 km/s. Cela donne à l'étoile une forme oblongue avec un renflement équatorial qui est 12 % plus grand que le rayon polaire. Bien que les étoiles de type A ne sont pas censées abriter un champ magnétique stellaire nécessaire pour alimenter une émission de rayons X, un flux de rayons X de 3,6×1027 erg/s a été détecté à ces coordonnées. Cela pourrait indiquer que l'étoile a un compagnon invisible. Delta Doradus présente un excès d'émission dans l'infrarouge suggérant qu'il pourrait s'agir d'une étoile de type Véga, qui possède un disque de débris en orbite.

## Curiosités
Actuellement[Quand ?], Delta Doradus est l'étoile polaire sud de la Lune, ce qui se produit une fois tous les 18,6 ans. Le statut d'étoile polaire lunaire change périodiquement en raison de la précession de l'axe de rotation de l'astre. Lorsque δ Doradus est son étoile polaire, elle est mieux alignée que l'étoile polaire de la Terre (α Ursae Minoris), mais beaucoup moins brillante. 

C'est également l'étoile polaire sud de Jupiter[réf. souhaitée].

## Source
- (en) Cet article est partiellement ou en totalité issu de l’article de Wikipédia en anglais intitulé « Delta Doradus » (voir la liste des auteurs).